# رؤیا صدر
رؤیا صدر (زادهٔ ۴ مرداد ۱۳۳۹ در تهران) پژوهشگر و نویسندهٔ طنزپرداز معاصر ایرانی است. رؤیا صدر در شاخه «طنز مکتوب» جشنواره مطبوعات در سال ۱۳۷۶ عنوان نفر برگزیده را کسب کرده‌است و برنده جایزه شعر طنز جشنواره سوره سال ۱۳۷۴ است.
او نفر دوم جشنواره مطبوعات در سال ۱۳۷۸ بوده‌است. همچنین به خاطر کتاب «بیست سال با طنز»، به عنوان پژوهشگر برتر در اولین جشنوارهٔ جایزهٔ پروین اعتصامی انتخاب شده‌است.

## زندگی‌نامه
رؤیا صدر در ۴ مرداد ۱۳۳۹ در تهران زاده شد و کارشناسی‌اش را در رشته ریاضیات کاربردی از دانشگاه تهران گرفت. او مدتی در شورای سردبیری مجله زن روز فعالیت می‌کرد و به تدریج کارهای طنز خود را در نشریه گل آقا و برنامه‌های رادیویی منتشر کرد و وارد حوزه طنز شد. او همچنین چند اثر پژوهشی و فرهنگی چاپ کرده‌است. وی در نوشته‌هایش در نشریه گل آقا به «بی‌بی‌گُل» شهرت داشت.

رؤیا صدر در سال ۱۳۸۸ کتابی به نام «طنز دات کام» را روانه دریافت مجوز کرد که بررسی تحلیلی طنز در وبلاگ‌ها با نمونه طنزها بود که مجوز نشر نگرفت و صدر آن را در وبلاگ خود با عنوان طنز وبلاگی منتشر کرد. این کتاب از سوی نشر چشمه ارائه شده بود.
این طنز پرداز اردیبهشت ماه ۱۳۹۰ نیز کتاب «شکرستان» را که به تحقیق و بررسی تحلیلی آثار زنان طنزنویس در مجله‌ها و نشریه‌های طنز می‌پردازد، از سوی نشر گل‌آذین منتشر کرده‌است. از او همچنین با نام مستعار «م. مالمیرآبادی» در سال ۱۳۹۵ رمان طنز «شب‌های کوش‌آداسی» منتشر شده‌است.